# Médéa
Médéa is een stad in Algerije en is de hoofdplaats van de provincie Médéa.
Médéa telt naar schatting 162.000 inwoners.